# Jasnogorsk
Jasnogorsk – miasto w Rosji, w obwodzie tulskiego, 35 km na północ od Tuły. W 2009 liczyło 17 308 mieszkańców.